# Frans De Beul
Frans De Beul (Dendermonde, 22 juni 1849 - Schaarbeek, 13 april 1919) was een Belgisch landschap- en dierenschilder.

## Levensloop
Hij was een zoon van Edouard Conrad De Beul (°1815), katoenspinner, later "oudschilderijen-verkoper", en van Florentine Goethals (°1821), katoenspinster. 
Hij huwde met Jeanne Callewaert, bij wie hij twee kinderen kreeg: de latere kunstschilder Armand De Beul (°Sint Agatha Berchem, 1874) en de latere beeldhouwer Oscar De Beul. Hij was de broer van kunstschilder Henri De Beul (1845-1900).  
De Beul deed zijn artistieke studies aan de academies van Dendermonde en Brussel. Te Dendermonde was hij leerling van Ferdinand Willaert. Hij specialiseerde zich van meet af aan in scènes met vee en uit het landleven in het algemeen: schapenkudden met hun herders, landelijke taferelen met koeien, stalscènes, oogsttaferelen. Verschillende van zijn werken werden in de Limburgse Kempen en meer bepaald in Genk geschilderd. Zijn werk werd beïnvloed door dat van de Franse dierenschilder Charles Jacque, een vertegenwoordiger van de School van Barbizon, met wie De Beul trouwens door vriendschapsbanden verbonden was. In 1888 ondernam hij een reis door Rusland, wat resulteerde in schilderijen met Russische thematiek (b.v. Markt te Kiev en Kozakkenrit).  
De Beul werkte in een stijl die het midden hield tussen realisme en romantiek en die hier en daar een schuchtere impressionistische toets vertoonde. Zijn oeuvre kent geen noemenswaardige stijlevolutie: hij herhaalde steeds opnieuw zijn geliefde motieven. Hij werkte alleen commercieel, naar de smaak van een groter publiek. Hij nam geregeld deel aan kunstsalons in eigen land, maar exposeerde ook op internationale kunstmanifestaties te Berlijn, Chicago, Dresden, Londen, New York, München, Parijs en San Francisco.
In 1890 had hij een tweemanstentoonstelling samen met Herman Richir in de Cercle Artistique et Littéraire in Brussel.

## Musea
- Dendermonde
- Oostende, Mu.ZEE